# Amajić
Amajić (ćir: Амајић) je naselje u Središnjoj Srbiji, u Mačvanskom okrugu, u sastavu općine Mali Zvornik.

## Stanovništvo
U naselju Amajić živi 186 stanovnika, od čega 143 punoljetna stanovnika s prosječnom starosti od 37,5 godina (36,6 kod muškaraca i 38,3 kod žena). U naselju ima 57 domaćinstava, a prosječan broj članova po domaćinstvu je 3,23.
| Etnički sastav 2002. |            |        |
| Narod                | Stanovnika | %      |
| Srbi                 | 184        | 98,92% |
| Rumunji              | 1          | 0,53%  |
| nepoznato            | 1          | 0,53%  |

| broj stanovnika | 187   | 189   | 161   | 160   | 165   | 187   | 186   |
|                 | 1948. | 1953. | 1961. | 1971. | 1981. | 1991. | 2001. |

## Vanjske poveznice
- Karte, udaljenosti i vremenska prognoza